# 클래리언 워크숍
클래리언 워크숍(Clarion Workshop) 또는 클래리언(Clarion)은 SF (장르) 소설과 판타지 작가 지망생을 위한 미국의 6주간 워크숍이다. 원래 미국 펜실베이니아 주 밀포드에 있는 자택에서 열린 데이먼 나이트와 케이트 윌헬름의 밀포드 작가 회의(Milford Writers' Conference)에서 파생된 이 회의는 1968년 펜실베니아 클래리언 주립 대학교의 로빈 스콧 윌슨(Robin Scott Wilson)에 의해 설립되었다. 나이트와 윌헬름은 워크숍의 첫 번째 교사 중 하나였다.
1972년에 워크숍은 미시간 주립 대학교로 이전되었다. 2006년에 다시 캘리포니아 대학교 샌디에이고로 이전했다.
2015년에 클래리언 재단은 워크숍 기금 마련을 위해 익명으로 100,000달러를 기부받았다.
2020년과 2021년 클래리언 워크숍은 코로나19 팬데믹으로 인해 취소되었으며, 2020년에 선발된 학생들은 2022년에 참석을 예정했다.